# قلعه بالا (پیشوا)
قلعه بالا روستایی در دهستان طارند بالا بخش جلیل‌آباد شهرستان پیشوا استان تهران ایران است.

## جمعیت
بر پایه سرشماری عمومی نفوس و مسکن در سال ۱۳۹۵ جمعیت این روستا ۵۶ نفر (۱۴خانوار) بوده‌است.